# Ibsingen
Ibsingen ist ein Weiler in der Gemeinde Wedemark, der zum Ortsteil Oegenbostel in der niedersächsischen Region Hannover gehört.

## Geografie
Der Weiler liegt zwei Kilometer westlich von Oegenbostel und 1,3 Kilometer östlich von Rodenbostel.

## Geschichte
Ibsingen wurde erstmals 1438 als Ebsingborstell erwähnt. Heute befindet sich hier eine Schweinemastanlage.

## Politik

### Ortsrat
Der Ortsrat verantwortet die Ortsteile Bennemühlen, Berkhof (mit Plumhof und Sprockhof) und Oegenbostel (mit Bestenbostel und Ibsingen) gemeinsam und besteht aus sieben Ratsmitgliedern der folgenden Parteien:
- WGW: 4 Sitze
- CDU: 3 Sitze

(Stand: Kommunalwahl 12. September 2021)

### Ortsbürgermeister
Der Ortsbürgermeister ist Dirk Görries (WGW). Sein Stellvertreter ist Martin Becker (CDU).